# Трепінг (поліграфія)
Трéпінг — часткове перекриття одного кольорового елемента іншим при електронному монтуванні кольорового матеріалу. Виконують для запобігання появі білого окантування при невеликих відхиленнях суміщення фарб при друці у випадках, коли є неможливим застосування оверпрінту.

## Основи трепінгу
Слово «трепінг» походить від англійського , що перекладається як «пастка». У контексті додрукарської підготовки це можна трактувати як «пастка для дефектів несуміщення».
З малюнку видно, що коли під зображення робиться виворітка, у випадку несуміщення без використання трепінгу в зображенні утворяться дуже помітні білі «дірки». В даному випадку трепінг полягає у невеликому збільшенні товщини синього кільця. Товщина виворітки прицьому залишається незмінною. Таким чином трепінг позбавляє зображення від великих перепадів яскравості. При трепінгу світліший колір завжди тягнеться під темніший — так менш помітні зміни, внесені до зображення трепінгом.

## Види трепінгу
Розрізняють два види трепінгу: «мокрий» (wet trap) і «сухий» (dry trap) трепінг.
Приклад «мокрого» трепінгу можна побачити на малюнку вище. Тобто «мокрий» трепінг відбувається на межі двох кольорових об'єктів. Тут можливі два варіанти трепінгу: можна збільшувати розмір самого об'єкта (як це зроблено на малюнку), або зменшувати розмір виворітки. Головне, щоби при цьому трепінг був якомога менш помітним, тобто зображення зазнавало б мінімальних змін.
«Сухий» трепінг потрібен у випадках, коли на білому папері у декілька фарб друкується кольоровий об'єкт. У такому випадку трепінг відбувається на межі фарба-папір з метою приховати ореол, який утвориться навколо такого об'єкта у результаті несуміщення. Це один з найскладніших видів трепінгу. Для його здійснення потрібен творчий підхід, різний для кожного конкретного випадку.
Окремим випадком «сухого» трепінгу є трепінг об'єктів, які друкуються суперчорним кольором на світлому фоні. Для цього навколо об'єкта створюється контур чорного кольору, а розміри самого об'єкта зменшуються на величину цього контуру.